# Arni, Bern
Arni là một đô thị ở huyện Konolfingen ở bang Berne ở Thụy Sĩ. Đô thị này có diện tích 10,43 km², dân số năm 2018 là 935 người.